# العلاقات الجامايكية الميكرونيسية
العلاقات الجامايكية الميكرونيسية هي العلاقات الثنائية التي تجمع بين جامايكا وولايات ميكرونيسيا المتحدة.

## مقارنة بين البلدين
هذه مقارنة عامة ومرجعية للدولتين:
| وجه المقارنة                                              | جامايكا       | ولايات ميكرونيسيا المتحدة |
| --------------------------------------------------------- | ------------- | ------------------------- |
| المساحة (كم2)                                             | 10.99 ألف     | 702                       |
| عدد السكان (نسمة)                                         | 2.95 مليون    | 105.54 ألف                |
| الكثافة السكانية (ن./كم²)                                 | 268.43        | 15.03 ألف                 |
| العاصمة                                                   | كينغستون      | باليكير                   |
| اللغة الرسمية                                             | لغة إنجليزية  | لغة إنجليزية              |
| العملة                                                    | دولار جامايكي | دولار أمريكي              |
| الناتج المحلي الإجمالي (بليون دولار)                      | 14.77 مليار   | 336.43 مليون              |
| الناتج المحلي الإجمالي (تعادل القوة الشرائية) بليون دولار | 24.79 مليار   | 365.27 مليون              |
| الناتج المحلي الإجمالي الاسمي للفرد دولار أمريكي          | 5.23 ألف      | 3.02 ألف                  |
| الناتج المحلي الإجمالي للفرد دولار أمريكي                 | 8.88 ألف      |                           |
| مؤشر التنمية البشرية                                      | 0.719         | 0.640                     |
| رمز المكالمات الدولي                                      | +1876         | +691                      |
| رمز الإنترنت                                              | .jm           | .fm                       |
| المنطقة الزمنية                                           | 00            |                           |

## منظمات دولية مشتركة
يشترك البلدان في عضوية مجموعة من المنظمات الدولية، منها:
| علم المنظمة | اسم المنظمة                                 | تاريخ انضمام جامايكا | تاريخ انضمام ولايات ميكرونيسيا المتحدة |
| ----------- | ------------------------------------------- | -------------------- | -------------------------------------- |
|             | يونسكو                                      | 7 نوفمبر 1962        | 19 أكتوبر 1999                         |
|             | وكالة ضمان الاستثمار متعدد الأطراف          | 12 أبريل 1988        | 11 أغسطس 1993                          |
|             | مجموعة دول أفريقيا والكاريبي والمحيط الهادئ | ?                    | ?                                      |
|             | الأمم المتحدة                               | 18 سبتمبر 1962       | 17 سبتمبر 1991                         |
|             | البنك الدولي للإنشاء والتعمير               | 21 فبراير 1963       | 24 يونيو 1993                          |
|             | الاتحاد الدولي للاتصالات                    | 18 فبراير 1963       | 18 مارس 1993                           |
|             | منظمة حظر الأسلحة الكيميائية                | ?                    | ?                                      |
|             | مؤسسة التمويل الدولية                       | 31 مارس 1964         | 24 يونيو 1993                          |
|             | المركز الدولي لتسوية المنازعات الاستشارية   | 14 أكتوبر 1966       | 24 يوليو 1993                          |
|             | تحالف الدول الجزرية الصغيرة                 | ?                    | ?                                      |

## وصلات خارجية
- موقع وزارة الخارجية الجامايكية